# Блоут, Элкан
Элкан Роджерс Блоут (англ. Elkan Rogers Blout; 2 июля 1919, Манхэттен, Нью-Йорк — 20 декабря 2006, Бостон, США) — американский биохимик, доктор наук, профессор Гарвардского университета (с 1963), член Национальной академии наук США и Нью-Йоркской академии наук. Иностранный член АН СССР (1976).

## Биография
В 1935 году окончил академию Филлипс эксетер. Затем, выпускник Принстонского университета. В 1942 году получил докторскую степень по химии в Колумбийском университете.
С 1943 года работал в «Поляроид корпорейшн», в 1948—1958 годах — генеральный руководитель исследований в области химии, в 1958—1962 годах вице-президент, с 1963 года консультант.
Одновременно с 1950 года приступил к работе по биохимическим исследованиям в Гарвардском университете, в 1965—1969 годах руководил департаментом биологической химии и факультетами экологии и физиологии университета. Один из ведущих организаторов научных исследований в Гарварде.
С 1978 по 1989 год был деканом по учебной работе в школе здравоохранения Гарвардского университета. Ушёл из Гарварда в 1991 году.
Умер в 2006 году от пневмонии.

## Научная деятельность
Научные интересы Э. Блоута колебались от разработки цветной кино- и фотоплёнки до научно-исследовательских изысканий в области создания высококачественных пищевых продуктов и медикаментов.
Основные работы в области биохимии протеолитических ферментов и белков, присутствующих в мембранах эритроцитов.
В Гарварде изучал пептиды и полипептиды, которые являются строительным материалом для белка организма. В 1962 году покинул руководящий пост в «Поляроид корпорейшн» и полностью направил свою энергию на изучение синтеза пептидов в университетской лаборатории и изучение их структуры. В своих научных поисках использовал различные оптические средстве, в том числе спектроскопию. Занимаясь изучением пептидов стал пионером в разработке средств и методов для понимания структуры белка.
Награждён Национальной научной медалью США (1990).